# رودخانه خارزنج
رودخانه خارزنج یا کال خارزنج؛ نام یکی از رودهای حوضه آبریز کویر مرکزی است که در استان خراسان رضوی در محدودهٔ شهرستان‌های کوهسرخ و خلیل‌آباد جریان می‌یابد. این رودخانه دارای آبشارهای زیاد، ۱۲ اثر تاریخی موسوم به آسیاب و آبگرم است.